# Complexe correctionnel fédéral de Butner
Federal Correctional Complex, Butner
Le complexe correctionnel fédéral de Butner (en anglais : Federal Correctional Complex, Butner ou FCC Butner) est un établissement carcéral américain pour détenus masculins, située dans la localité de Butner dans le comté de Granville, à environ 40 km au nord-ouest de Raleigh, la capitale de la Caroline du Nord. Regroupant quatre établissements pénitentiaires différents dont le plus ancien ouvre en 1976, il est fonction depuis 2006.
Elle est gérée par le Bureau fédéral des prisons, une division du département de la Justice des États-Unis. 

## Description
C'est le plus grand complexe médical du Bureau fédéral des prisons. Tout en se spécialisant dans l'oncologie et la science du comportement, il reçoit des détenus avec une grande variété de problèmes médicaux. Il comprend un programme de traitement de la toxicomanie.
L'établissement est connu pour avoir incarcéré Bernard Madoff, qui a été condamné pour avoir commis la plus grande escroquerie de l'histoire.
Le complexe se compose de quatre installations :
- Établissement correctionnel fédéral, Butner Low (FCI Butner Low) : un établissement à faible sécurité, ouvert en 1995.
- Établissement correctionnel fédéral, Butner Medium (FCI Butner Medium) : un établissement à sécurité moyenne, ouvert en 1976.
- Établissement correctionnel fédéral 2, Butner Medium (FCI 2 Butner Medium) : un établissement à sécurité moyenne, ouvert en 2006[2].
- Centre médical fédéral, Butner (FMC Butner) : une installation qui abrite des détenus de tous les niveaux de sécurité avec des problèmes de santé, ouvert en 1995[3].

Le complexe se trouve entre le comté de Durham à l'ouest et le comté de Granville à l'est.

## Incidents notables

### Agression de Bernard Madoff
Le 18 mars 2010, le Wall Street Journal a rapporté que Bernard Madoff, le financier new-yorkais, purgeant une peine de 150 ans pour avoir détourné des milliards de dollars à des investisseurs, a été agressé par un autre détenu en décembre 2009. Citant trois sources, un détenu actuel, un ancien détenu et un employé de prison, le journal a rapporté que l'agresseur était un détenu purgeant une peine pour drogue qui croyait que Madoff lui devait de l'argent. Le détenu actuel a rapporté que Madoff a eu le nez cassé, des côtes fracturées et des coupures à la tête et au visage. En réponse à ce rapport, la porte-parole du Bureau fédéral des prisons, Denise Simmons, a déclaré : « Nous n'avons aucune connaissance ou information pour confirmer qu'il a été agressé.

### Complot de meurtre
Le 16 novembre 2011, James Lukinoff, un détenu, a été inculpé pour avoir planifié d'attaquer et de tuer un agent du FBI impliqué dans l'enquête sur le crime pour lequel il a été envoyé en prison. L'acte d'accusation a allégué que de février 2009 à avril 2011, Lukinoff a mis en place un plan pour acheter une arme et un silencieux et a demandé à un ami ou un membre de sa famille de le stocker jusqu'à sa sortie de prison. Une fois libéré, Lukinoff prévoyait de récupérer le silencieux et son arme et de tuer l'agent. Lukinoff a plaidé coupable à ces accusations le 20 juin 2012. Il est actuellement détenu au Centre médical fédéral de Butner et devrait être libéré en 2024.

## Détenus notables

### Crimes de haut niveau
| Nom du détenu  | Numéro d'enregistrement | Photo | Statut                                                                                          | Détails |
| -------------- | ----------------------- | ----- | ----------------------------------------------------------------------------------------------- | --- |
| Bernard Madoff | 61727-054               |       | Condamné à une peine de 150 ans pour fraude fiscale. Mort à 82 ans en prison, le 14 avril 2021. | Ancien financier ; a plaidé coupable en 2009 de fraude, blanchiment d'argent, parjure et vol pour avoir perpétré le plus grand détournement d'argent dans l'histoire des États-Unis, volant des milliers d'investisseurs pour plus de 65 milliards de dollars sur 20 ans. Son parcours a été retracé sur la chaîne de télévision CNBC American Greed,. Il meurt dans sa cellule le 14 avril 2021 à l'âge de 82 ans. |
| Mel Reynolds   | 07476-424               |       | Gracié par Bill Clinton en 2001 ; a purgé sa peine au quartier de sécurité minimale.            | Membre du Congrès de l'Illinois de 1993 à 1995 ; reconnu coupable en 1995 d'agression sexuelle, d'obstruction à la justice et d'agression sexuelle dans le cadre de sa relation avec un membre de son équipe de campagne, âgé de 16 ans, il est condamné en 1997 pour fraude bancaire,. |
| Jon Burge (en) | 50504-018               |       | Libéré de prison en 2015.                                                                       | Ancien chef du département de police de Chicago ; a été condamné en 2010 pour obstruction à la justice, parjure et pour avoir torturé plus de 200 suspects entre 1972 et 1991, ce qui a provoqué des dizaines de faux aveux,. |

### Crime organisé
| Nom du détenu               | Numéro d'enregistrement | Photo | Statut                                                                | Détails |
| --------------------------- | ----------------------- | ----- | --------------------------------------------------------------------- | --- |
| Gilberto Rodriguez Orejuela | 14023-059               |       | Décédé en prison le 31 mai 2022                                       | Cofondateur du Cartel de Cali, responsable de près de 80 % de la cocaïne introduite aux États-Unis dans les années 1970 et 1980 ; il purge une peine de 30 ans.                                           |
| Carmine Persico             | 74666-158               |       | Condamné à une peine de 139 ans. Décédé le 7 mars 2019                | Figure de la Mafia; Ancien chef de famille du crime de Colombo; Condamné en 1986 pour meurtre, corruption et extorsion, racket, afin de contrôler et de tirer profit de l'industrie du béton à New York,. |
| John Connolly               | 22928-038               |       | Transféré à la prison d'État en 2011; Il a purgé une peine de 10 ans. | Ancien agent du FBI; Condamné en 2002 pour avoir aidé la figure irlandaise Whitey Bulger, qui purge actuellement une peine de 40 ans dans une prison de l'État de Floride pour le meurtre.                |

### Crimes financiers
| Nom du détenu | Numéro d'enregistrement | Photo | Statut                                                       | Détails |
| ------------- | ----------------------- | ----- | ------------------------------------------------------------ | --- |
| Troy Titus    | 58299-083               |       | Purge une peine de 30 ans; Sa sortie est prévue en 2035.     | Ancien investisseur immobilier; Condamné en 2009 pour fraude, blanchiment de capitaux et autres charges pour avoir orchestré un détournement dans lequel 30 victimes ont perdu plus de 5 millions de dollars; L'histoire de Titus a été racontée sur la chaîne de télévision CNBC American Greed,. |
| Lee Farkas    | 43560-018               |       | Purge une peine de 30 ans; Sa libération est prévue en 2037. | Ancien président de Taylor, Bean & Whitaker Mortgage Corporation; Condamné en 2011 pour une fraude de 2,9 milliards de dollars qui a conduit à l'effondrement, en 2009, de la Colonial Bank; L'histoire a été racontée sur la chaîne CNBC American Greed,.                                         |
| Samuel Israel | 84430-054               |       | Purge une peine de 22 ans; Libérable en 2027.                | Fondateur du groupe Bayou Hedge Fund; A plaidé coupable en 2008 pour fraude à l'encontre d'investisseurs pour 400 millions de dollars; A fait une fausse tentative de suicide pour éviter la prison; L'histoire a été présentée sur la chaîne de télévision CNBC American Greed,.                  |

### Espionnage
| Nom du détenu | Numéro d'enregistrement | Photo | Statut                                                                | Détails |
| ------------- | ----------------------- | ----- | --------------------------------------------------------------------- | --- |
| John Walker   | 22449-037               |       | Décédé en détention en 2014 alors qu'il purgeait une peine de 30 ans. | Ancien adjudant-chef de la marine américaine; A plaidé coupable pour espionnage en 1986 à la suite de la vente de documents classifiés à l'Union soviétique. Le coauteur Jerry Whitworth purge une peine à perpétuité. |